# David Ginola
David Ginola (* 25. Januar 1967 in Gassin) ist ein ehemaliger französischer Fußballspieler. Der linke Flügelspieler war bis 2002 aktiv und trat danach sporadisch als Kinoschauspieler in Erscheinung.

## Sportlicher Werdegang

### Aufstieg im französischen Vereinsfußball
Obwohl Ginola bereits während seiner aktiven Zeit bei Matra Racing (heute: „RC Paris“) und Stade Brest gute Leistungen gezeigt hatte, gelang ihm der endgültige Durchbruch erst bei Paris Saint-Germain. Im Prinzenparkstadion erlangte er aufgrund seiner spektakulären und eleganten Spielweise große Beliebtheit in der breiten Öffentlichkeit und wurde am Ende der Meisterschaftssaison 1993/94 zum besten Spieler der Saison gewählt. Während dieser Zeit erschien er auch erstmals auf der internationalen Bühne und konnte mit seiner Mannschaft vor allem durch Siege gegen spanische Spitzenvereine beeindrucken. Nachdem er mit PSG in zwei aufeinander folgenden Jahren Real Madrid (1993 und 1994) in einem europäischen Wettbewerb besiegen und 1995 zudem noch den FC Barcelona eliminieren konnte, wurde er von der spanischen Presse mit dem Titel „El Magnifico“ geadelt. In der Zeit vor der Weltmeisterschaft 1998 im eigenen Land, als die mediale Präsenz deutlich geringer ausgeprägt war, stellte Ginola (wie sonst nur noch Éric Cantona und Jean-Pierre Papin) eine der wenigen Antriebskräfte im französischen Fußball dar und war dabei außerhalb des Sports häufig in Fernsehprogrammen, in der Werbung sowie im Modebereich zu finden.

### „Problemfall Ginola“ in der Nationalmannschaft
Im Gegensatz zu seiner sehr positiv verlaufenden Vereinskarriere gelang es Ginola nicht, in der französischen Nationalmannschaft eine entscheidende Rolle in dem Team einzunehmen. Nachdem er am Ende des Jahres 1990 erstmals von Michel Platini in die Auswahl berufen worden war, dauerte es bis zum August 1992, als er unter dem neuen Trainer Gérard Houllier zu seinem zweiten Einsatz kam. Danach nahm Ginola an den Qualifikationsspielen zu der WM 1994 in den Vereinigten Staaten teil, die in eine große Enttäuschung mündeten, als Frankreich im letzten Spiel gegen Bulgarien die bereits sicher geglaubte Qualifikation verspielte. Obwohl Ginola erst in der 63. Spielminute eingewechselt wurde und die französische Mannschaft sich primär um die Sicherstellung des Remis bemühte, wurde nachträglich fast ausschließlich Ginola zum Sündenbock in der französischen Presse gemacht, da er in der Schlussminute den Ball zum Gegner spielte, der so durch einen schnellen Konterangriff den entscheidenden Treffer erzielen und damit anstelle von Frankreich an der Weltmeisterschaft teilnehmen konnte. Auch Houllier hatte stets Ginola an den Pranger gestellt. In einem im Oktober 2011 erschienenen Buch machte dieser Ginola erneut für die verpasste WM-Qualifikation verantwortlich und bezeichnete ihn als "Dreckskerl". Ginola verklagte Houllier daraufhin wegen Rufmord. Das Strafgericht in Toulon wies den Antrag auf Zahlung von 5.000 Euro Schmerzensgeld am 4. April 2012 allerdings zurück.
Als anschließend Aimé Jacquet das Traineramt von Houllier übernahm, wurde Ginola weiterhin regelmäßig in den Kader berufen. Er kam jedoch selten über die Rolle des Reservespielers hinaus. Als Grund dafür wurde angeführt, dass trotz der unbestrittenen technischen Fähigkeiten Ginolas seine teilweise egozentrische Art – sowohl auf als auch außerhalb des Spielfeldes – zu Schwierigkeiten bei der Einordnung in das Mannschaftskollektiv führte. Darüber hinaus sorgten persönliche Differenzen mit Schlüsselspielern wie Didier Deschamps und Marcel Desailly dazu, dass Ginola nur selten in der Mannschaft zum Zuge kam.
Als Ginola nur wenige Tage vor dem entscheidenden Qualifikationsspiel zur EM 1996 in England gegen Rumänien aufgrund einer Oberschenkelverletzung absagen musste, wurde er anschließend nach insgesamt 17 Länderspielen nie wieder in die Nationalelf berufen. Nicht wenige Experten hatten in diesem Rumänien-Spiel den Ausgangspunkt für eine bessere Zukunft Frankreichs gesehen. Dennoch polarisierte diese Entscheidung weite Teile der Öffentlichkeit, obwohl die zunehmend gestiegene Qualität der französischen „Équipe Tricolore“ wenige Argumente für eine erneute Berücksichtigung Ginolas mit sich brachten.

### Der Wechsel nach England
Im Sommer 1995 verließ Ginola die französische Hauptstadt. Trotz bestehender Verbindungen mit dem FC Barcelona unterschrieb er überraschend bei dem weniger renommierten Verein Newcastle United in England. Unter dem dortigen Trainer Kevin Keegan wurde er schnell zu einem Publikumsliebling und erarbeitete sich nahezu einen ähnlichen Status wie sein Landsmann Cantona, der sich bereits in England einen großen Namen gemacht hatte. Lange Zeit spielte Newcastle um die Meisterschaft in Ginolas erster Spielzeit, vergab diese dann jedoch auf der Ziellinie noch und musste Manchester United passieren lassen. Da Ginola aber insgesamt eine bemerkenswert gute Saison gespielt hatte, nährte er damit seine Hoffnung auf eine Rückkehr in die französische Nationalmannschaft, zumal das Turnier in seiner neuen Heimat England stattfinden sollte. Dazu kam es dann jedoch nicht.
In den nächsten Jahren konnte er die gezeigten Leistungen im Ganzen nicht mehr bestätigen. Nach dem Trainerwechsel von Keegan zu Kenny Dalglish wechselte er 1997 zu Tottenham Hotspur und verschwand dort mehr und mehr – trotz einiger individueller Glanzpunkte und spektakulärer Tore – in einer gewissen Anonymität. Ihm gelang jedoch anschließend stetig eine Verbesserung seiner Form, die schließlich dazu führte, dass er 1999 sowohl von seinen Profispielerkollegen als auch von den einheimischen Journalisten zu Englands Fußballer des Jahres gewählt wurde. Im Jahr darauf überwarf er sich mit dem Trainer George Graham, der ihm Übergewicht vorwarf und anschließend aussortierte. Ginola wechselte daraufhin nach Birmingham zu Aston Villa, wo er in zwei Jahren jedoch keine großen Erfolge feiern konnte. Es folgte ein kurzes Engagement beim FC Everton, wonach er ohne Verein blieb. Spekulationen über einen Wechsel zu OGC Nizza konnten anschließend nicht bestätigt werden, so dass Ginola sich zur Beendigung seiner spielerischen Laufbahn entschloss.

## Erfolge
- Französischer Fußballmeister: 1994
- Französischer Pokalsieger: 1993, 1995
- Französischer Ligapokalsieger: 1995
- Englischer Ligapokalsieger: 1999
- Frankreichs Fußballer des Jahres: 1993
- Englands Fußballer des Jahres: 1999

## Trivia
- Auf dem europäischen Cover des Spiels FIFA 97 ist David Ginola zu sehen.
- Neben Kurzauftritten in Fernsehserien, war David Ginola im Kriegsfilm The Last Mission – Das Himmelfahrtskommando aus dem Jahr 2006 als Cpl. Dieter Max zu sehen.
- 2011 nahm er an der ersten Staffel der Tanzshow Danse avec les stars teil und erreichte den dritten Platz.[3]